# Marcelia Hammerová
Marcelia Augusta Hammerová zvaná Celia (nepřechýleně Celia Hammer; 8. ledna 1860 Kabelvåg – 13. března 1928 Oslo) byla norská fotografka působící v Kabelvågu a Narviku.

## Místa působení
- 1900 – asi 1905: Kabelvåg a Narvik

## Galerie

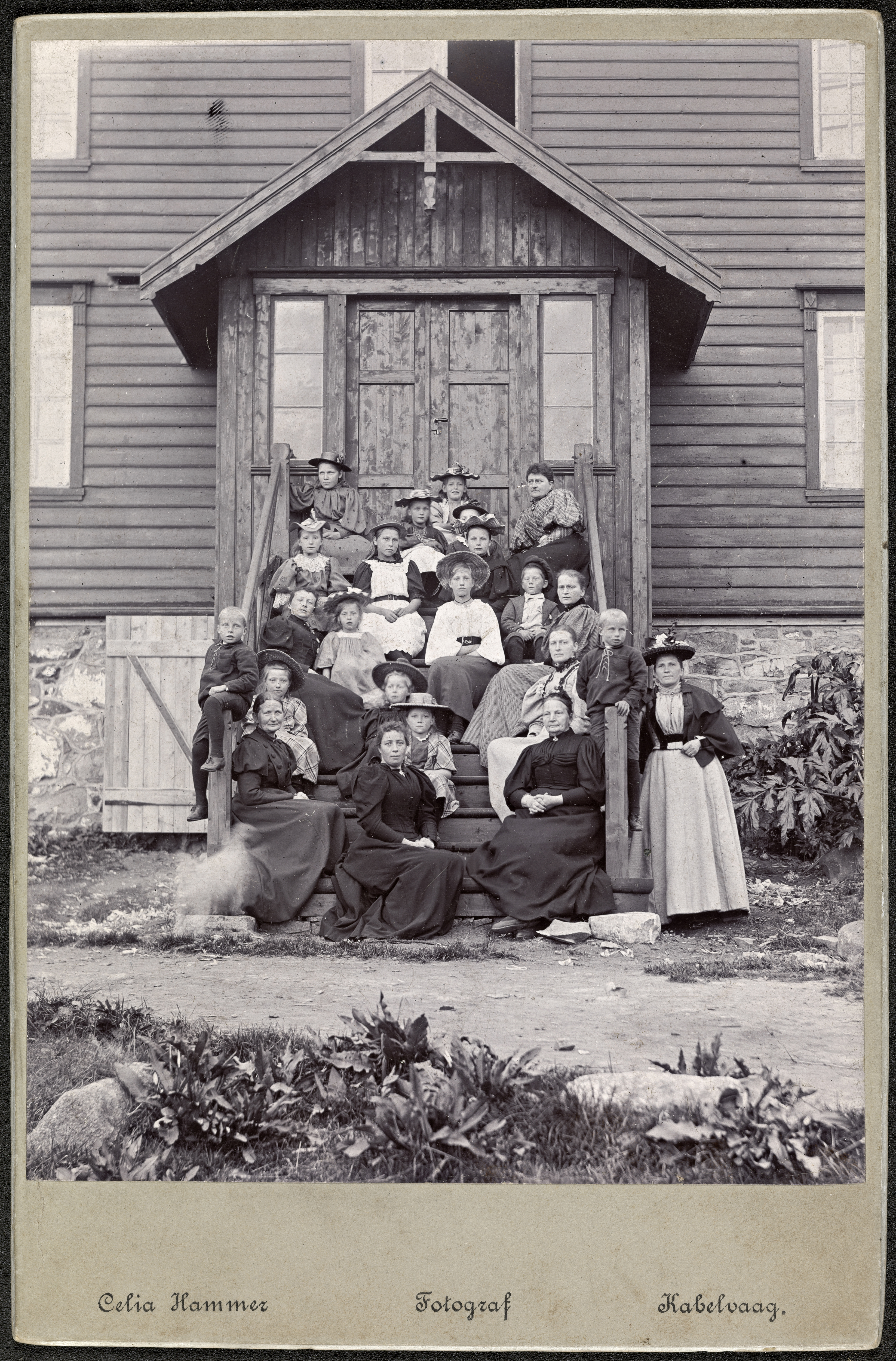
Kabelvåg
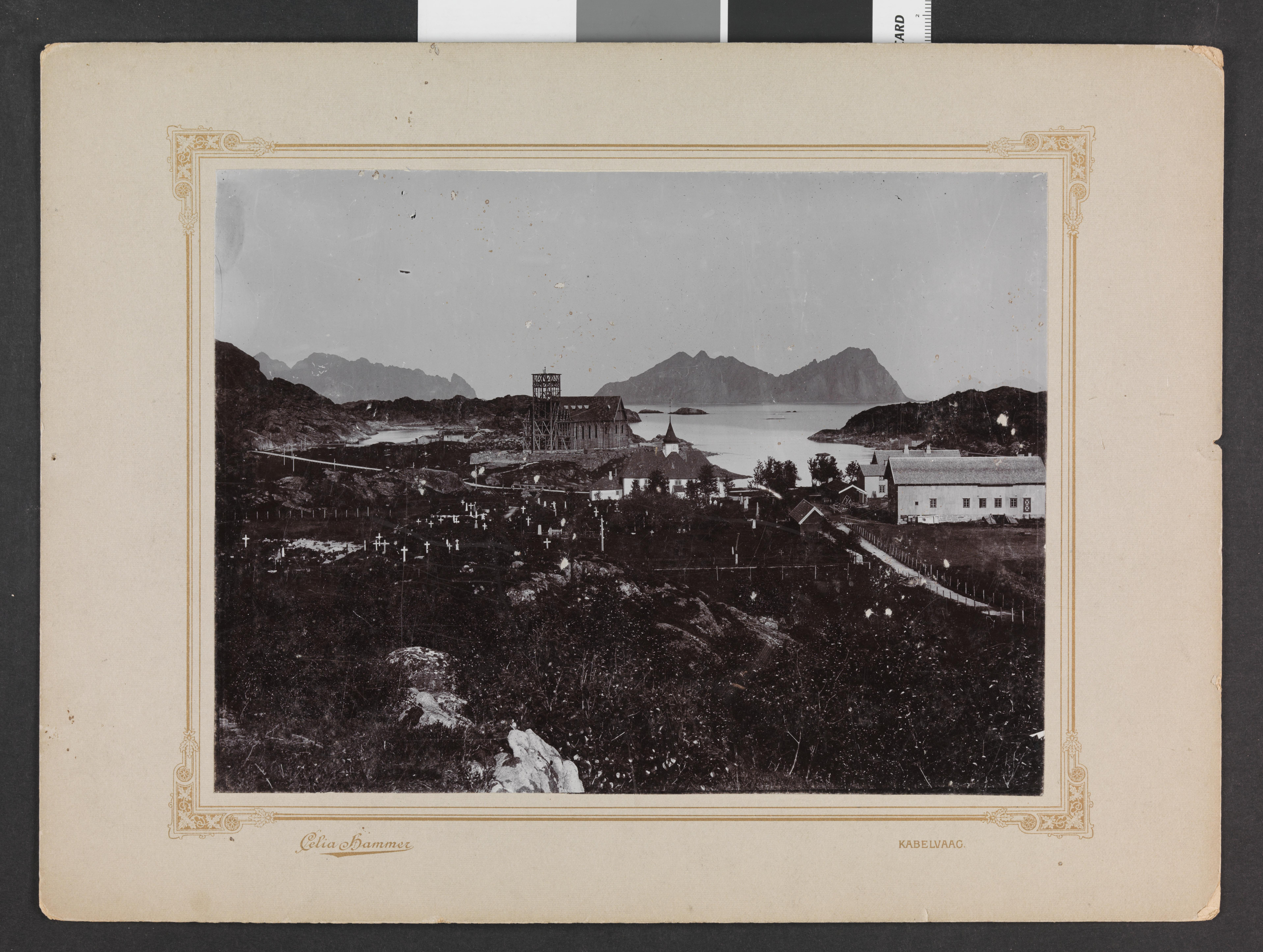
Kabelvåg
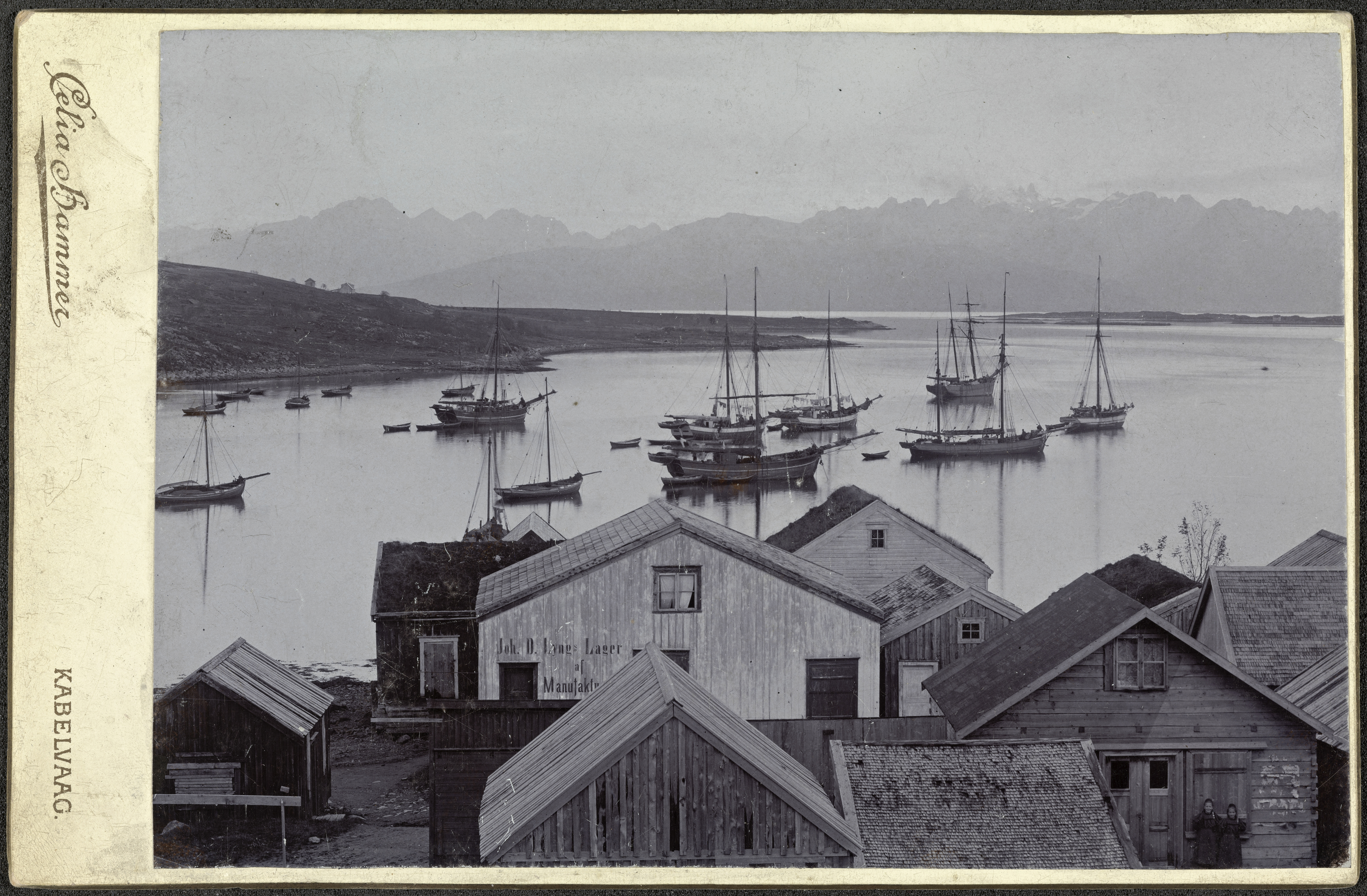
Kabelvåg
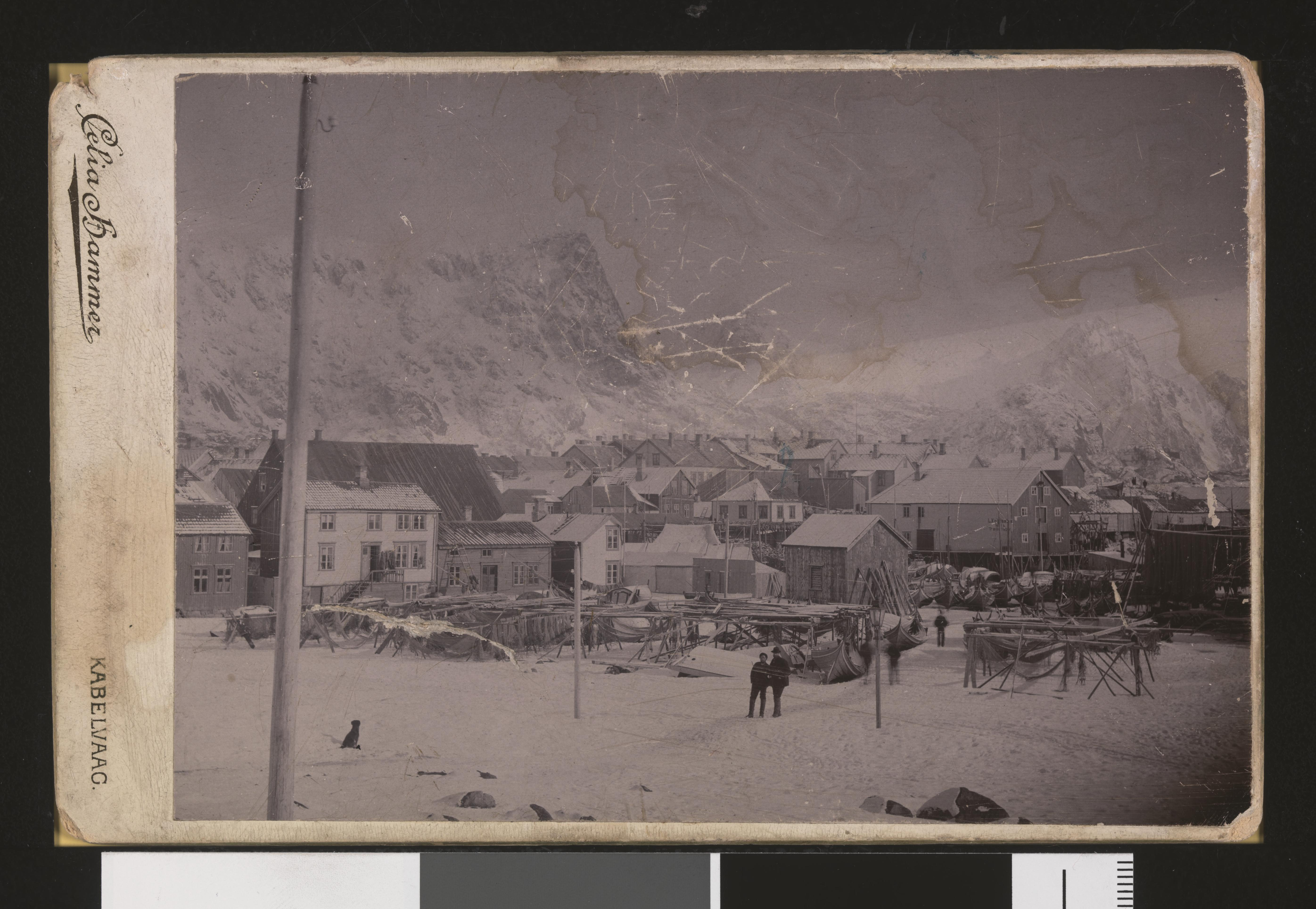
Kabelvåg
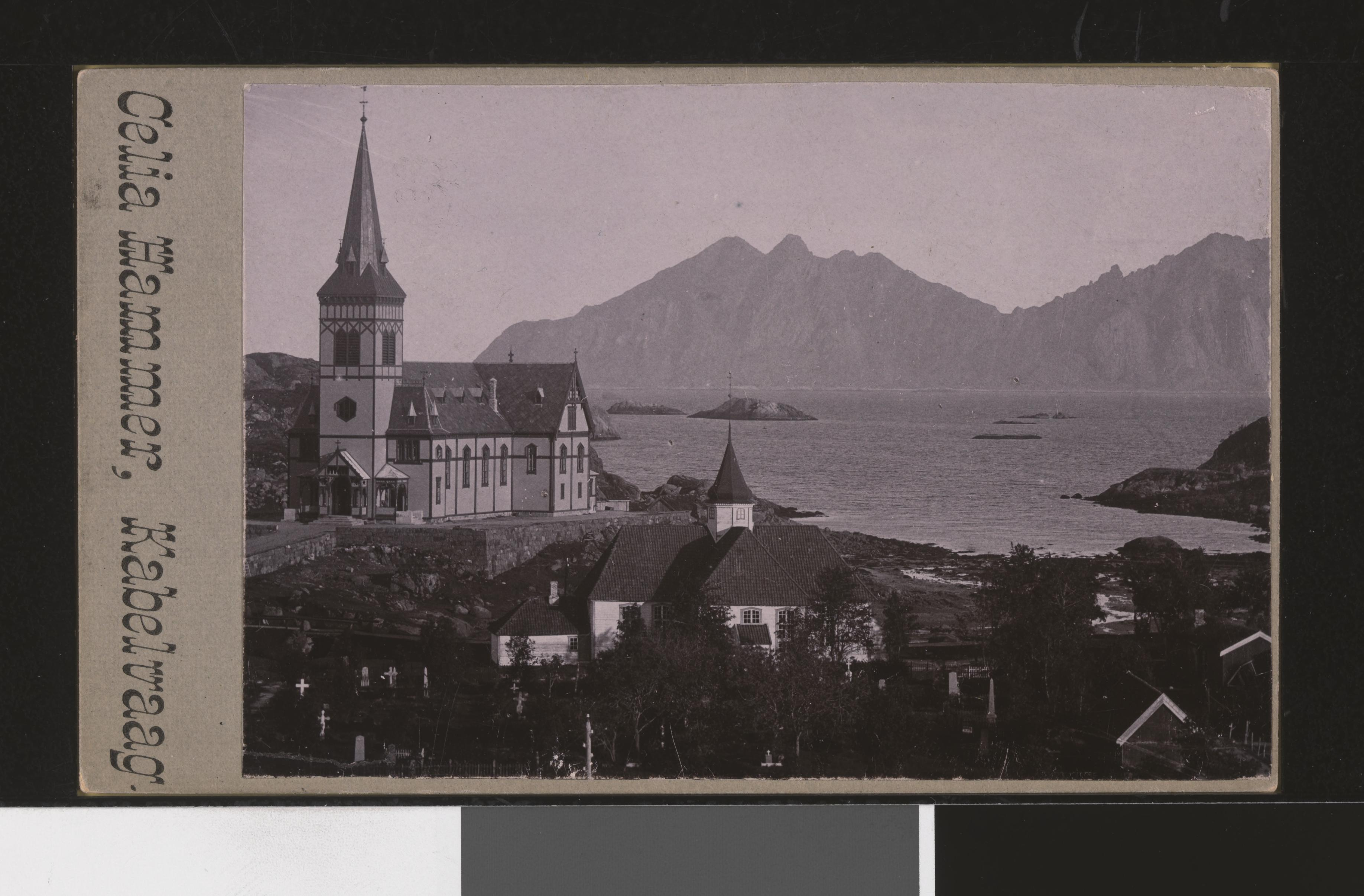
Kabelvåg
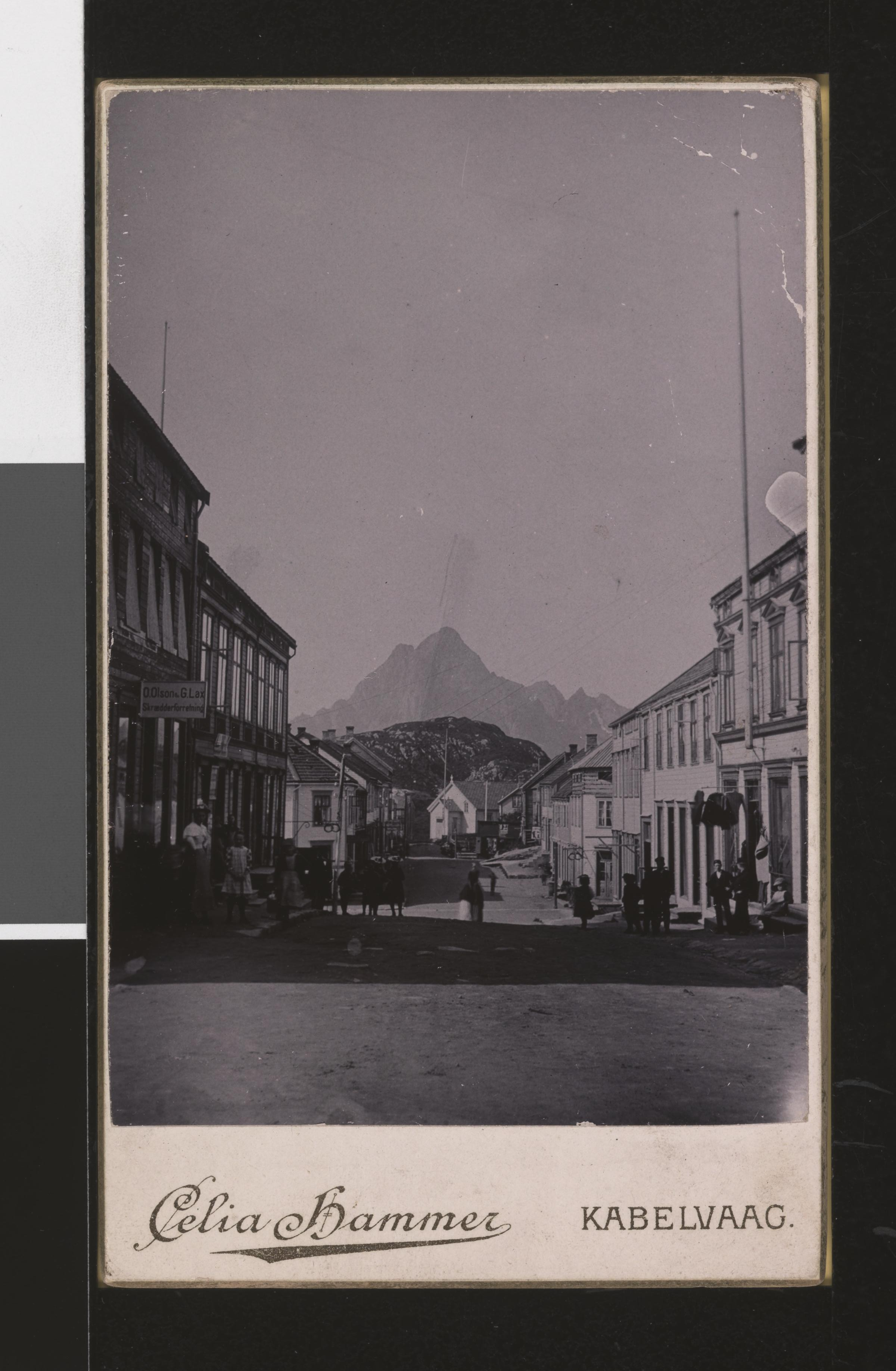
Kabelvåg
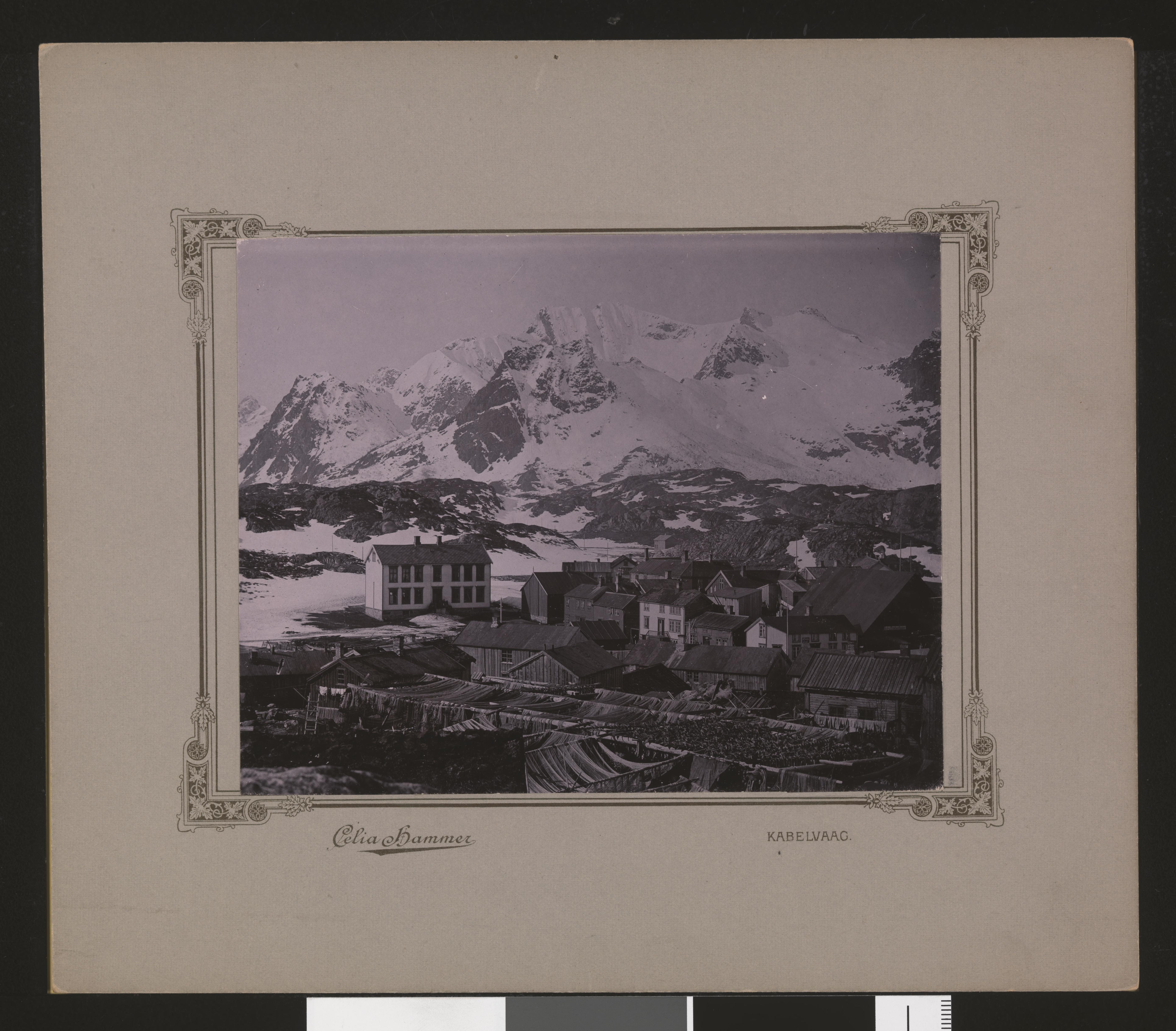
Kabelvåg
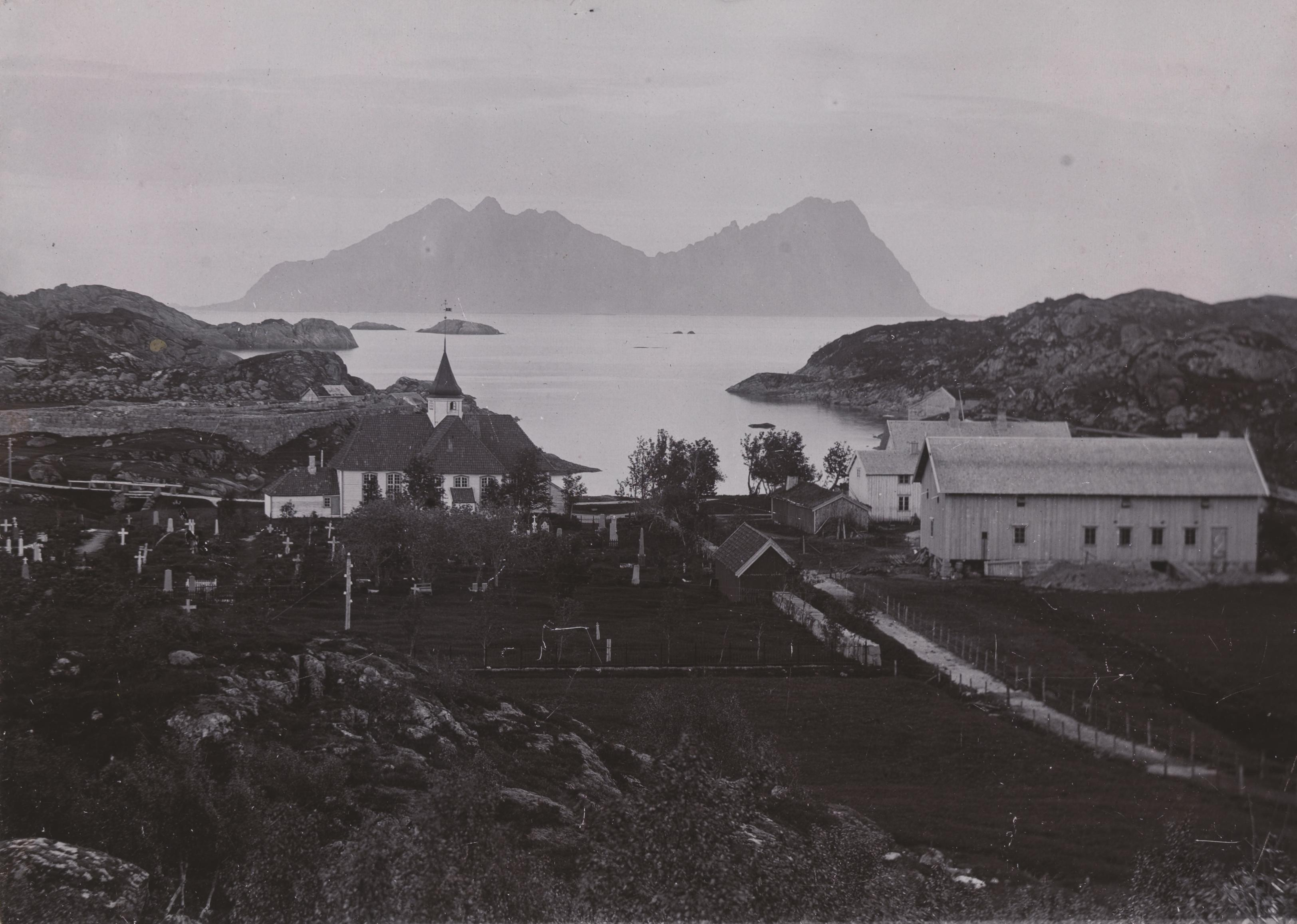
Kabelvåg
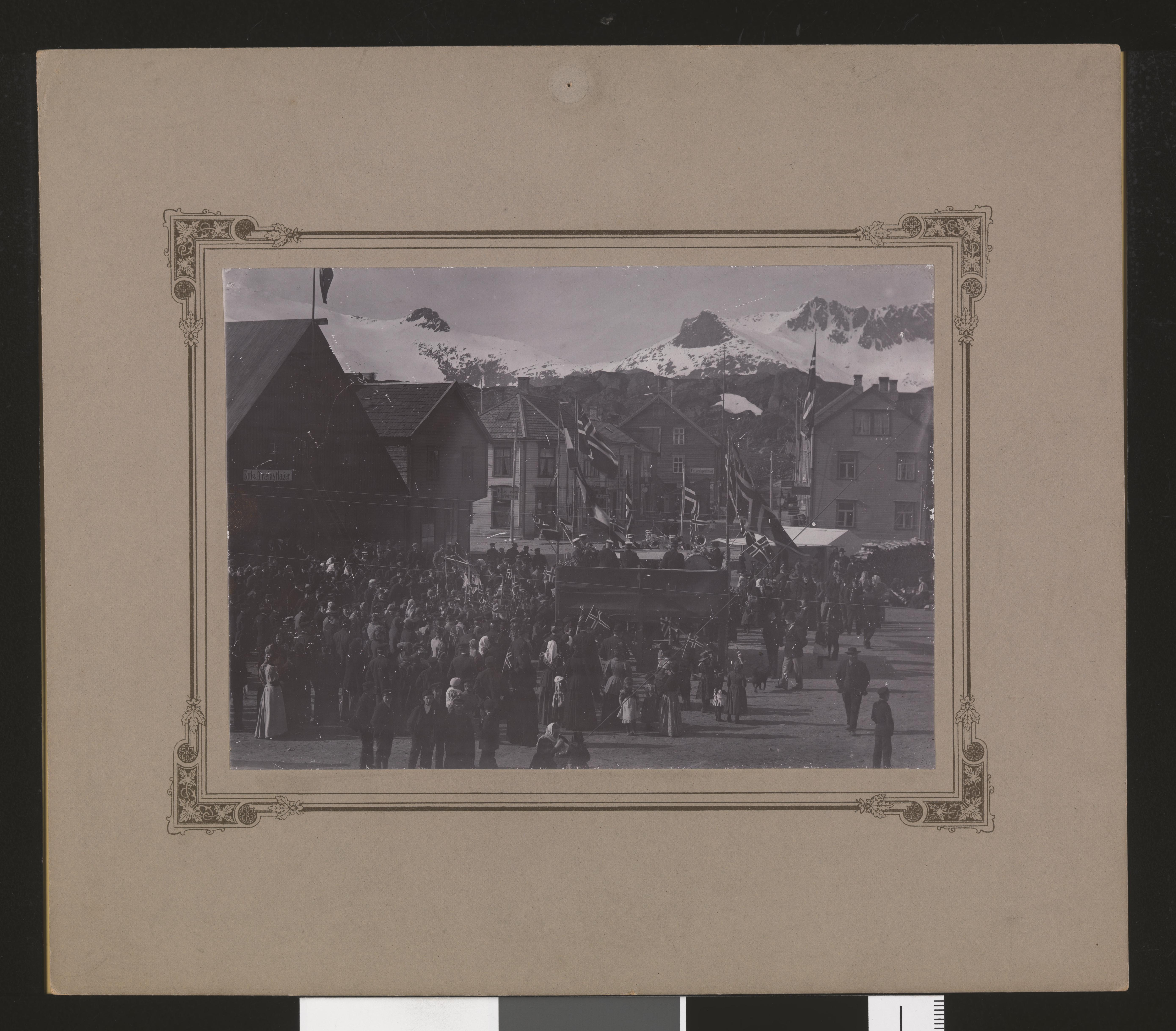
Kabelvåg
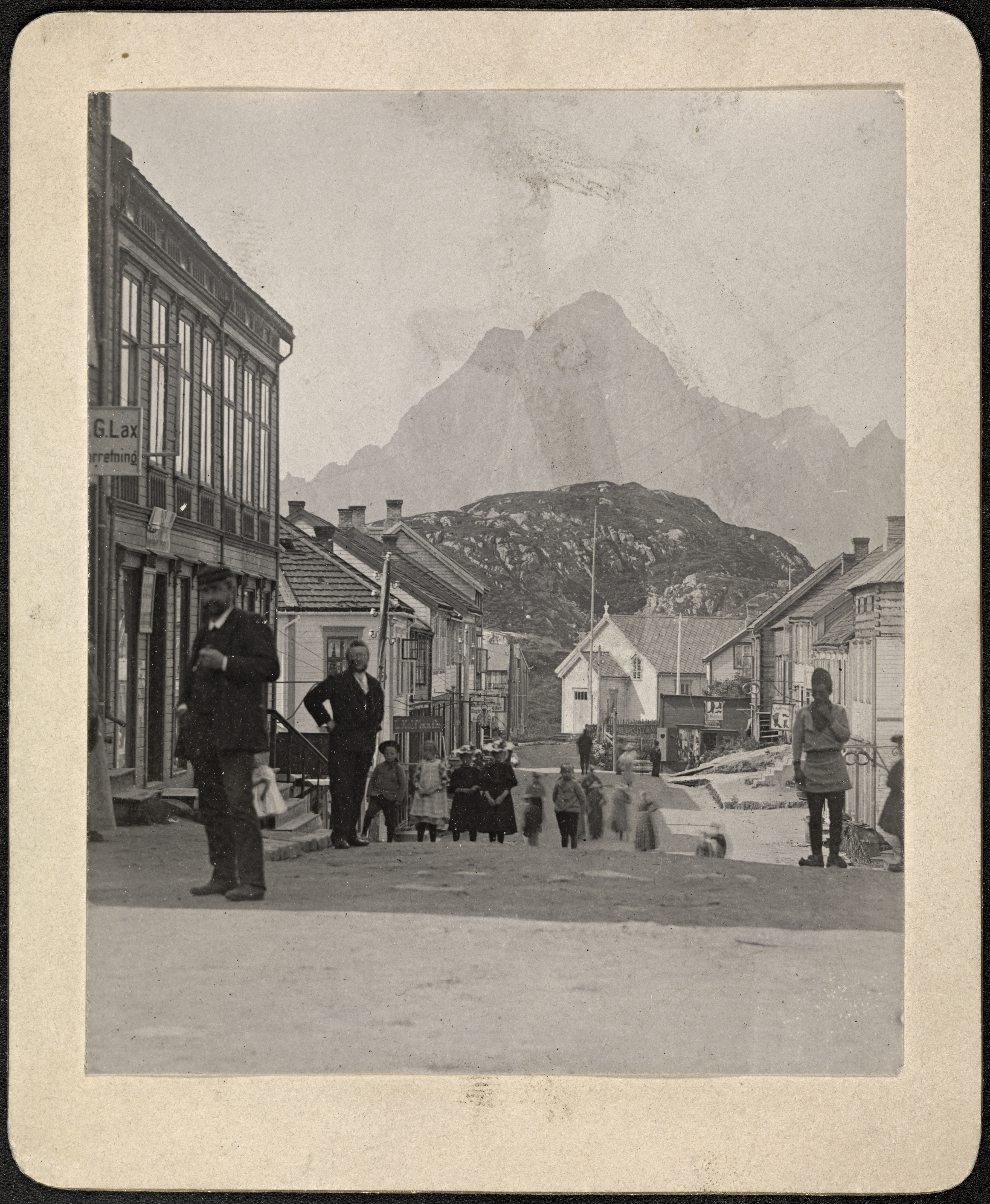
Kabelvåg
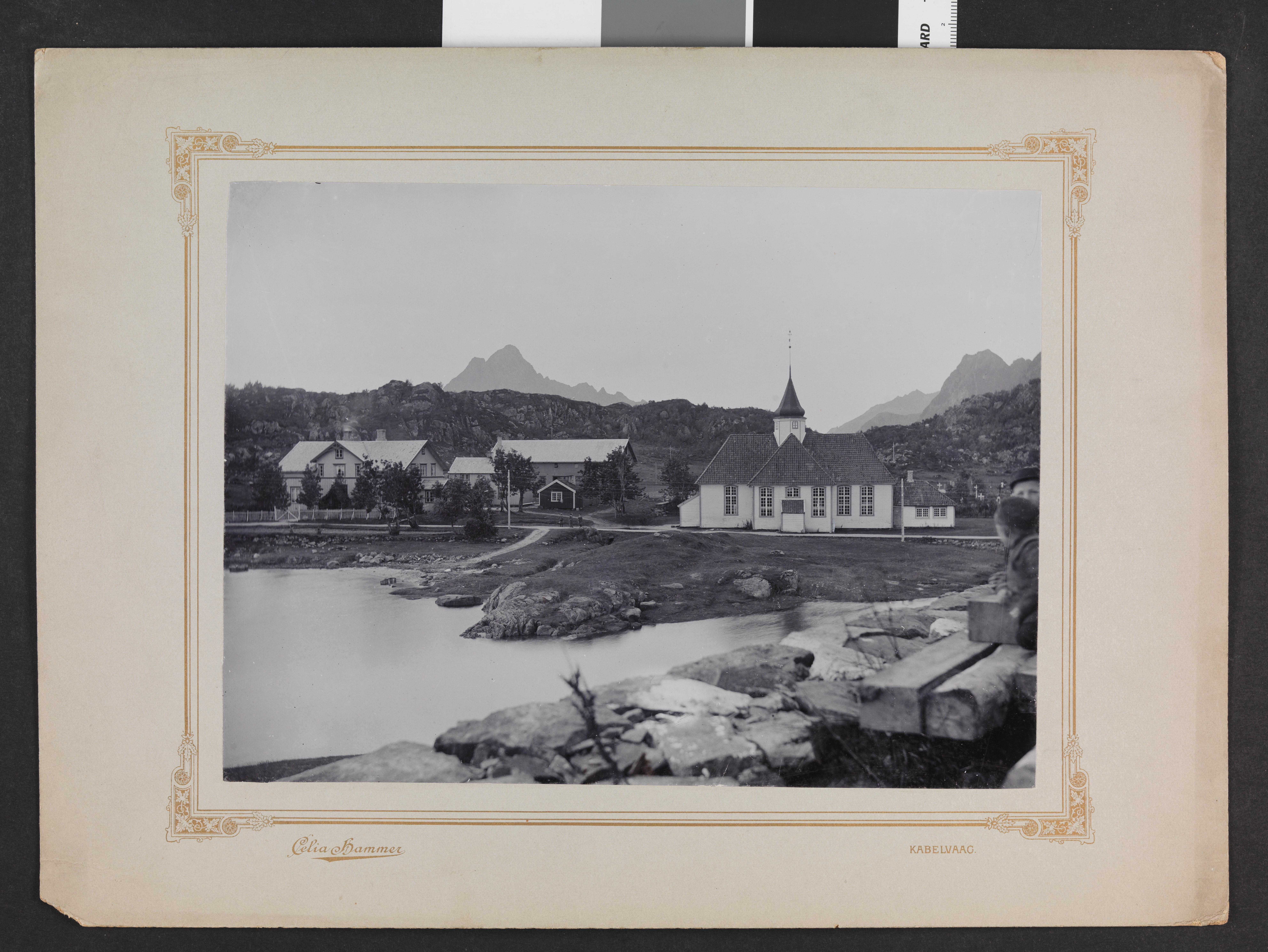
Jeden z motivů Celie Hammerové z Kabelvågu
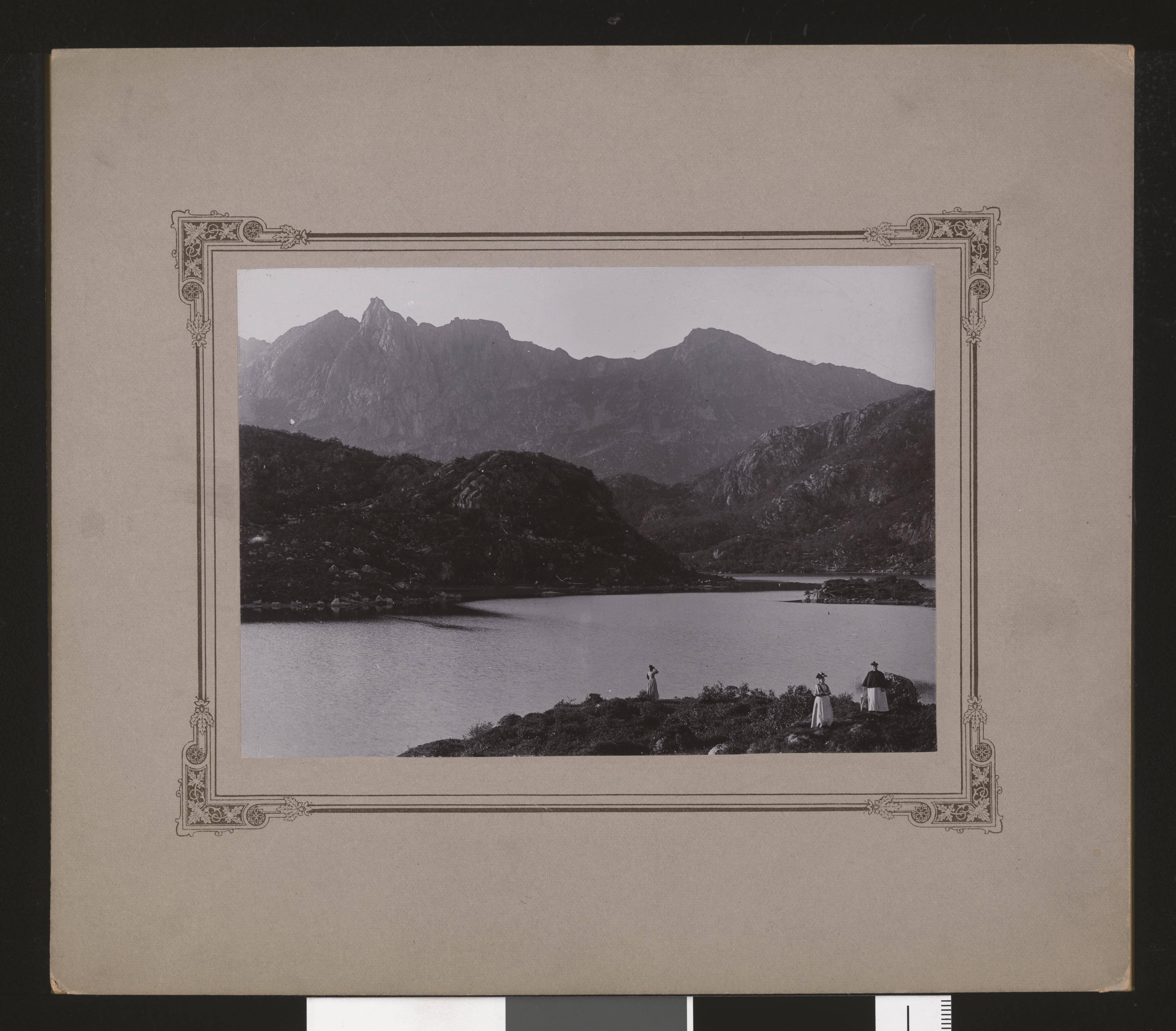
Kabelvåg
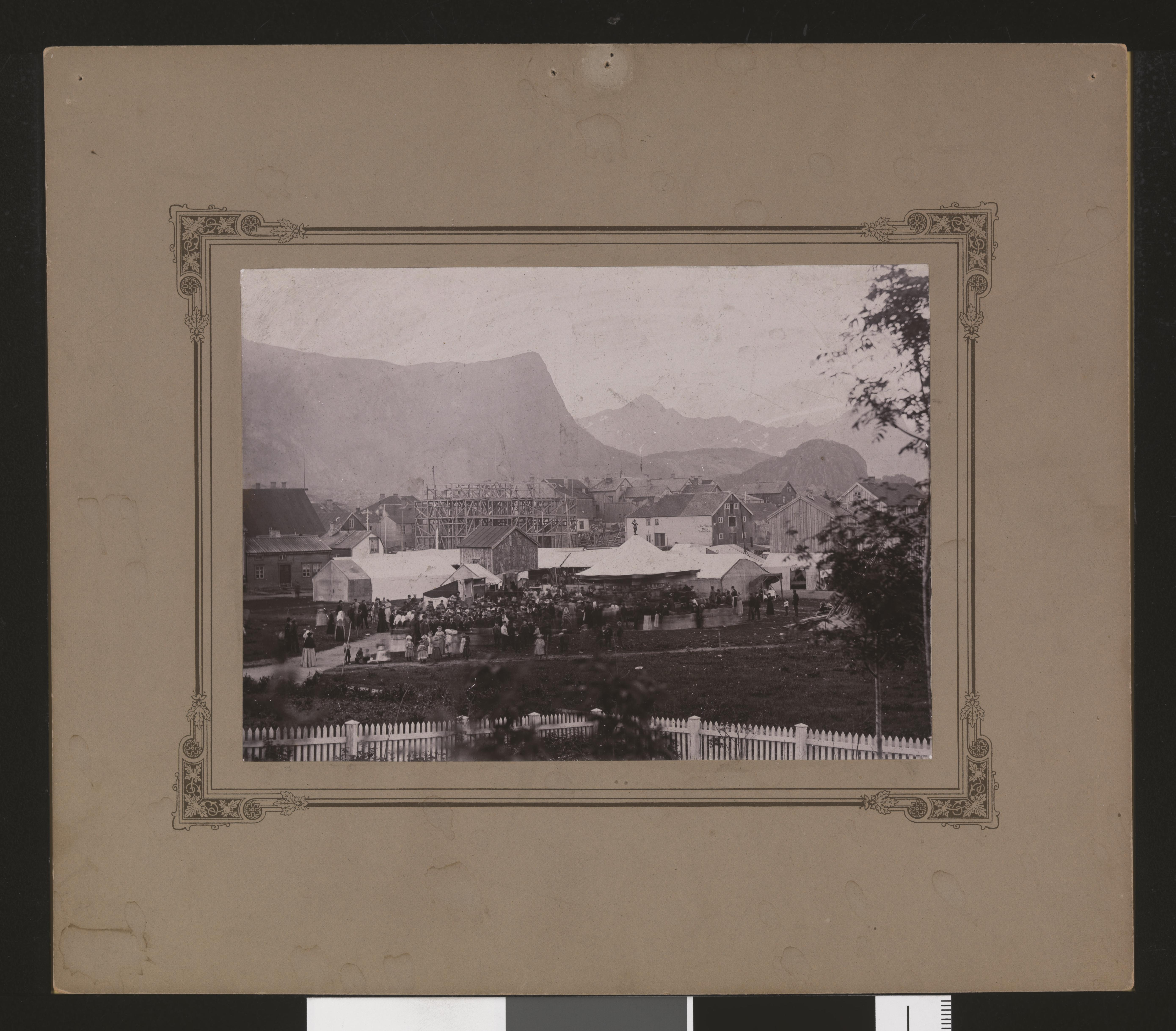
Kabelvåg
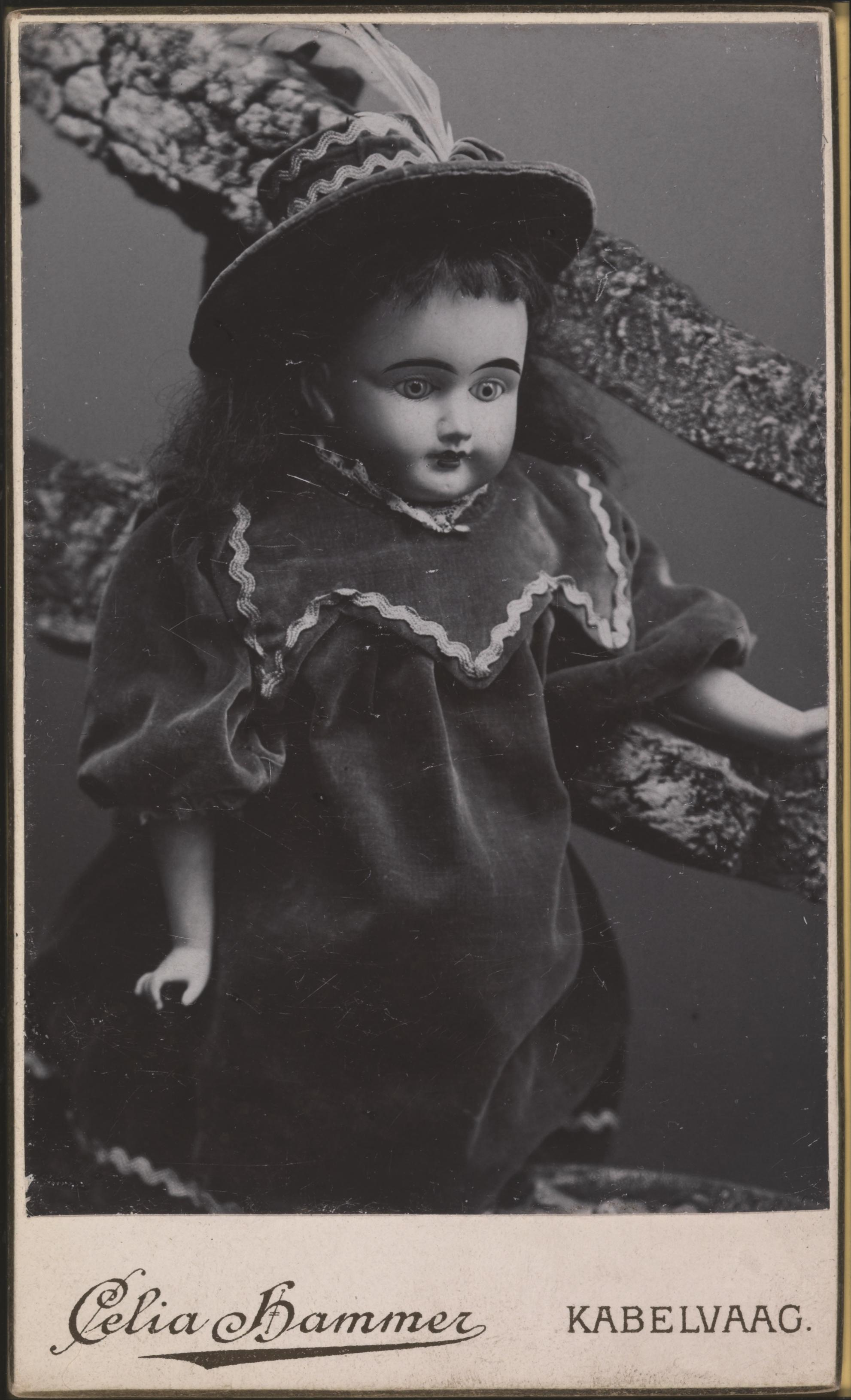
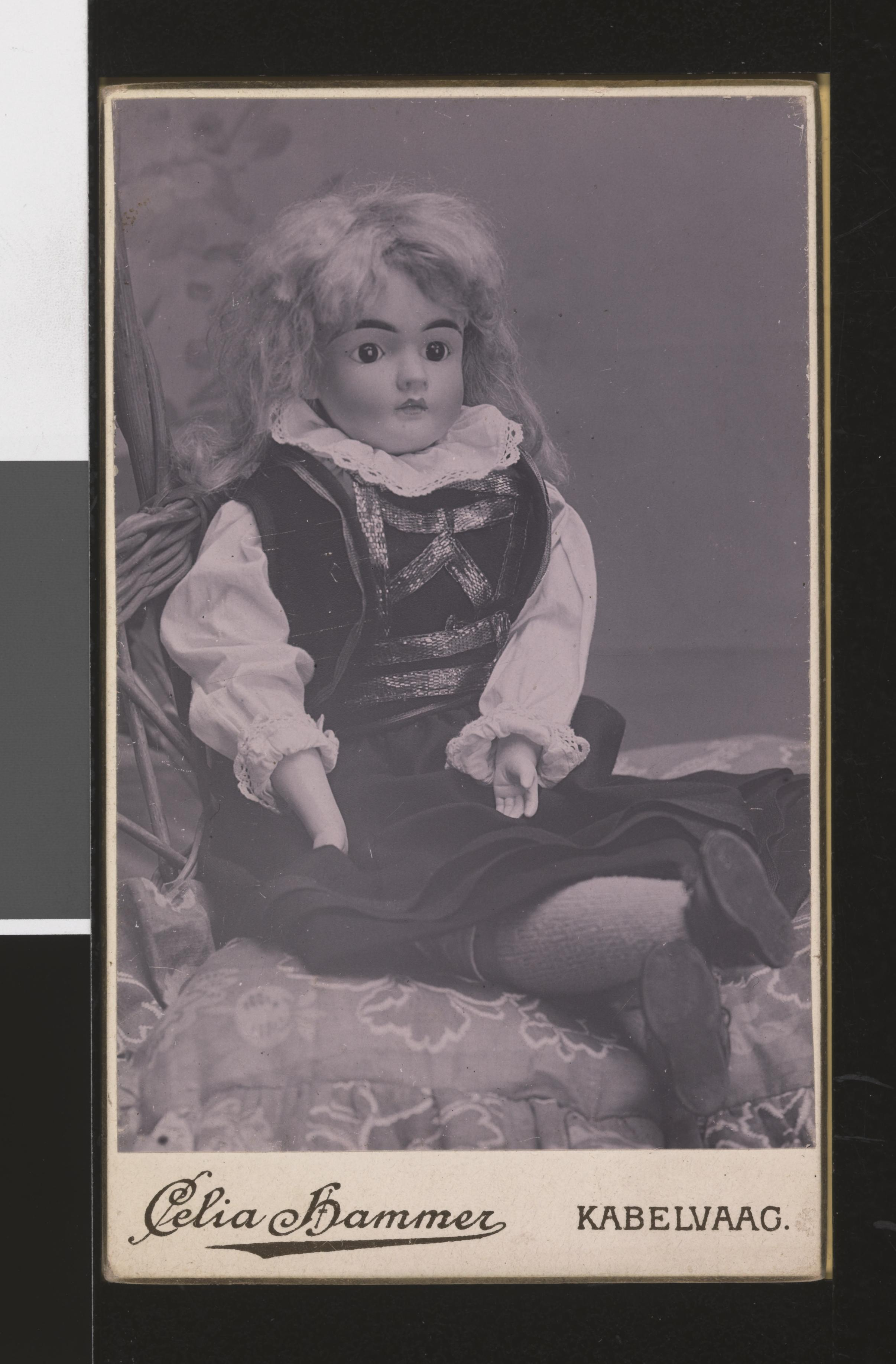
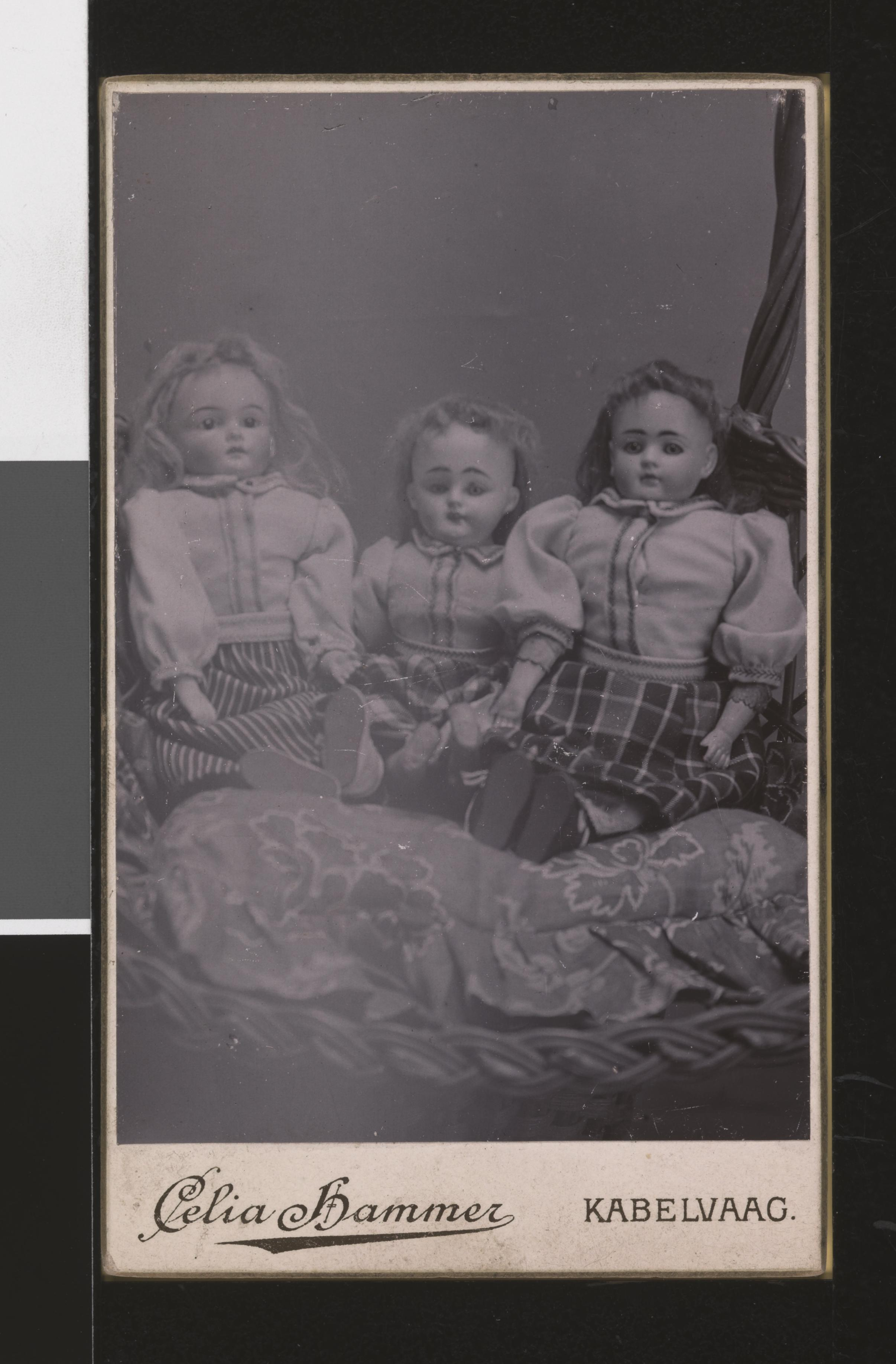
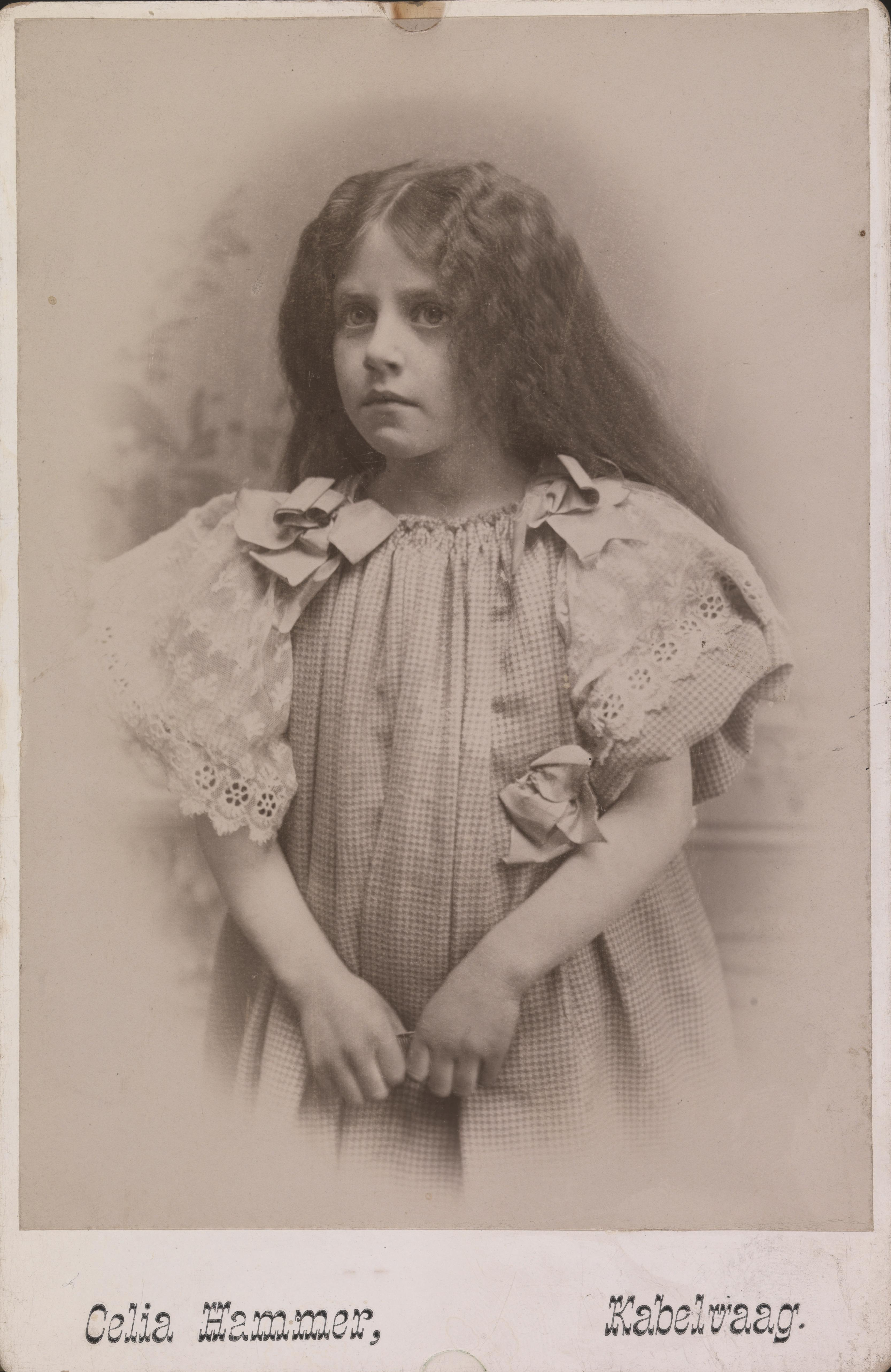
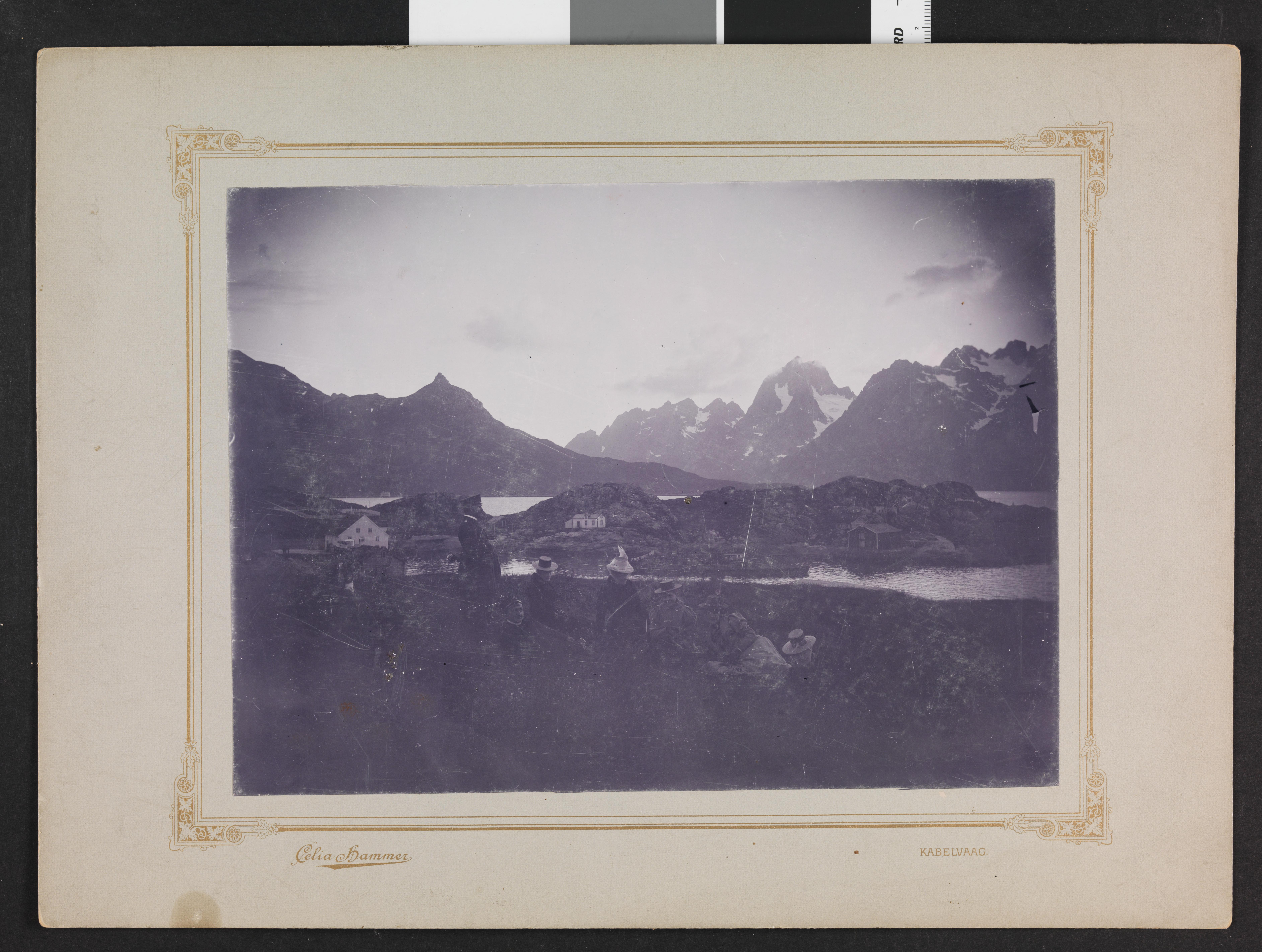
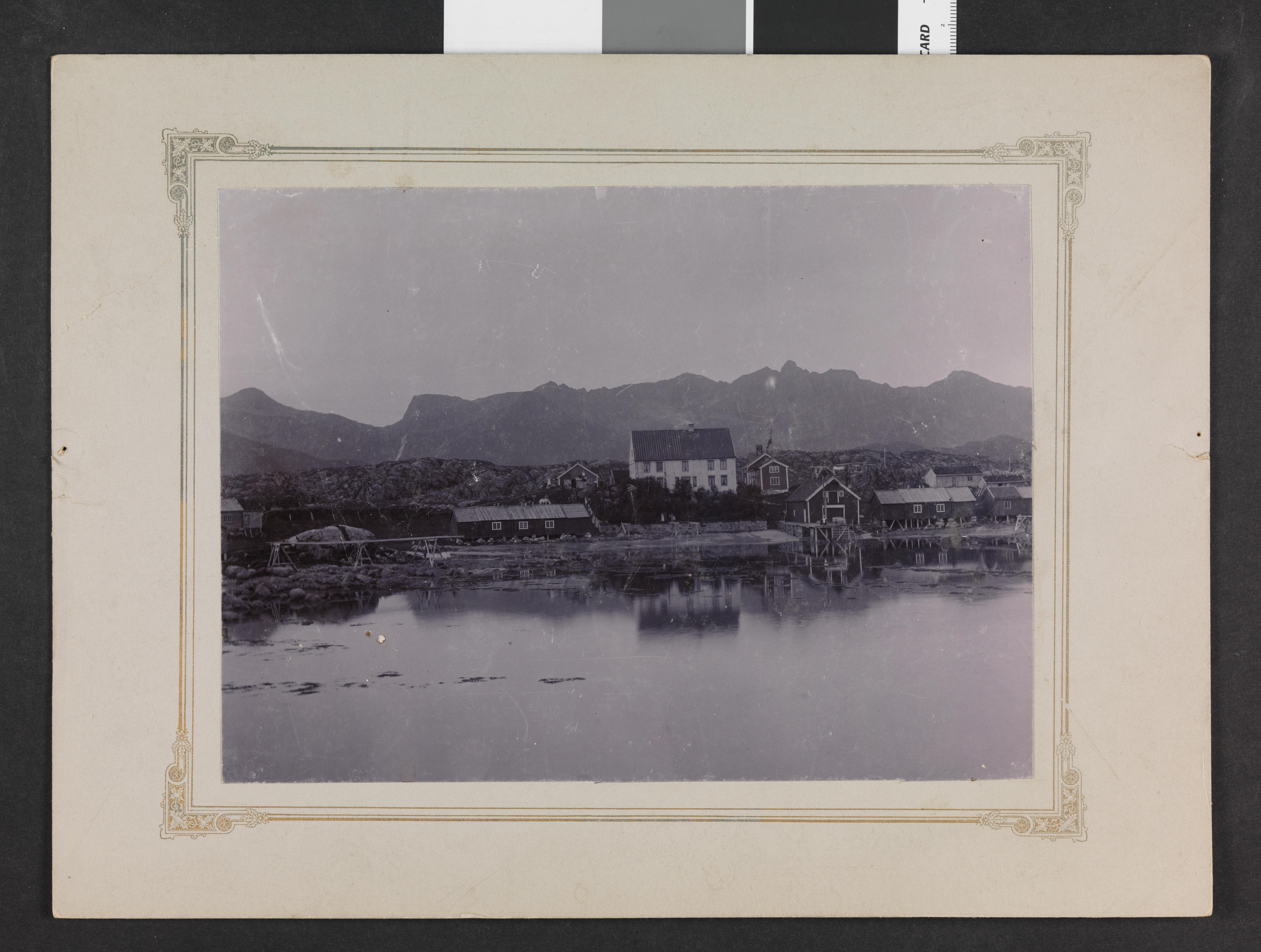
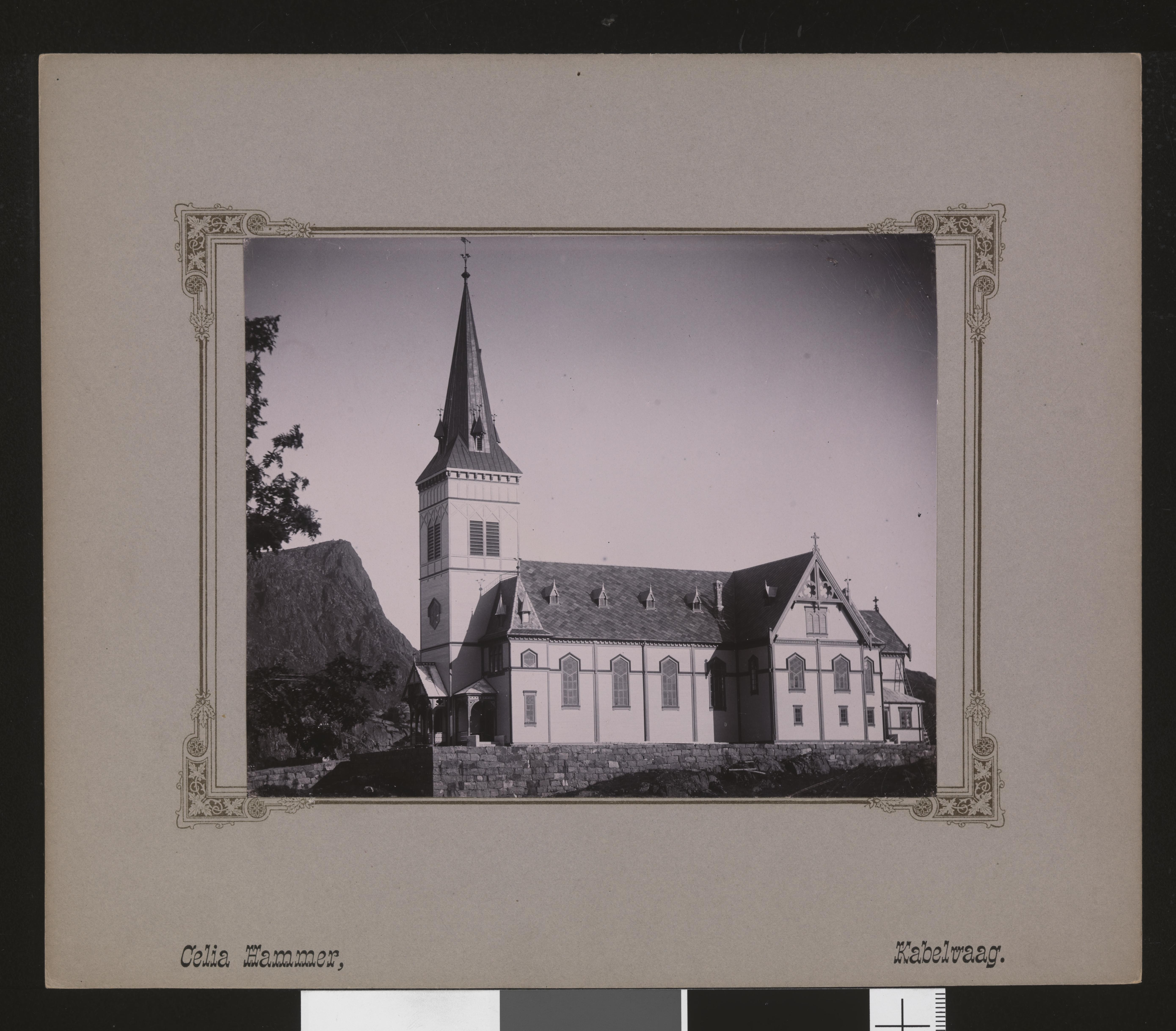